# Попчево
Попчево (мкд. Попчево) је насеље у Северној Македонији, у југоисточном делу државе. Попчево је насеље у оквиру општине Струмица.

## Географија
Попчево је смештено у југоисточном делу Северне Македоније. Од најближег града, Струмице, насеље је удаљено 7 km западно.
Насеље Попчево се налази у историјској области Плавуш. Насеље је положено на источним падинама планине Плавуш, на приближно 510 метара надморске висине. Непосредно западно од насеља створено је вештачко језеро Водоча.
Месна клима је континентална.

## Становништво
Попчево је према последњем попису из 2002. године имало 343 становника. 
Већинско становништво у насељу су етнички Македонци (99%).
Претежна вероисповест месног становништва је православље.